# Leonid Kuprianóvitx
Leonid Kuprianóvitx (rus: Леони́д Ива́нович Куприяно́вич)  (Moscou, 14 de juliol de 1929 - Moscou, 1994), nom complet amb patronímic Leonid Ivànovitx Kuprianóvitx, rus: Леони́д Ива́нович Куприяно́вич, fou un enginyer electrònic soviètic.
Kuprianóvitx va desenvolupar a finals dels anys 1950 un sistema de telefonia sense fil que fou implementat a la Unió Soviètica i a altres països. El 1957 presentà el model de telèfon mòbil LK-1, motiu pel qual és reconegut com un dels precursors de la telefonia mòbil.
L'any 1963 es posà en marxa el sistema Altai a la Unió Soviètica, arribant a les principals ciutats el 1965, basat en els treballs de Kuprianóvitx i de l'Institut de Recerca de Comunicacions de Vorónej iniciats el 1958. Funcionava sobre una xarxa UHF/VHF que permetia als nodes mòbils connectar-se a la xarxa de telefonia. Inicialment fou usat pels equips d'emergència i sanitaris però el seu ús s'estengué i generalitzà.